# Aspronema
Genre
Aspronema est un genre de sauriens de la famille des Scincidae.

## Répartition
Les 2 espèces de ce genre se rencontrent en Amérique du Sud.

## Liste des espèces
Selon The Reptile Database (24 avril 2014) :
- Aspronema cochabambae (Dunn, 1935)
- Aspronema dorsivittatum (Cope, 1862)

## Étymologie
Le nom Aspronema vient du latin aspro, blanc, et nema, le fil, en référence à la spécificité des étroites bandes blanches dorso-latérales et ventro-latérales.

## Publication originale
- Hedges & Conn, 2012 : A new skink fauna from Caribbean islands (Squamata, Mabuyidae, Mabuyinae). Zootaxa, no 3288, p. 1–244 (texte intégral).